# Primeira Liga 2004-05
La Primeira Liga 2004/05 fue la 71.ª edición de la máxima categoría de fútbol en Portugal. Benfica ganó su 31° título, rompiendo su racha de 10 campeonatos consecutivos sin ganar la Primeira Liga. La temporada comenzó el 28 de agosto de 2004 y finalizó el 22 de mayo de 2005.

## Tabla de posiciones
|    | Clasificación        | Pts. | PJ | PG | PE | PP | GF | GC |
| -- | -------------------- | ---- | -- | -- | -- | -- | -- | -- |
| 1  | Benfica              | 65   | 34 | 19 | 8  | 7  | 51 | 31 |
| 2  | Porto                | 62   | 34 | 17 | 11 | 6  | 39 | 26 |
| 3  | Sporting de Portugal | 61   | 34 | 18 | 7  | 9  | 66 | 36 |
| 4  | Braga                | 58   | 34 | 16 | 10 | 8  | 45 | 28 |
| 5  | Vitória Guimarães    | 54   | 34 | 15 | 9  | 10 | 38 | 29 |
| 6  | Boavista             | 50   | 34 | 13 | 11 | 10 | 39 | 43 |
| 7  | Marítimo             | 49   | 34 | 12 | 13 | 9  | 39 | 32 |
| 8  | Rio Ave              | 47   | 34 | 10 | 17 | 7  | 35 | 35 |
| 9  | Belenenses           | 46   | 34 | 13 | 7  | 14 | 38 | 34 |
| 10 | Vitória Setúbal      | 44   | 34 | 11 | 11 | 12 | 46 | 45 |
| 11 | Penafiel             | 43   | 34 | 13 | 4  | 17 | 39 | 53 |
| 12 | Nacional Madeira     | 41   | 34 | 12 | 5  | 17 | 46 | 48 |
| 13 | Gil Vicente          | 40   | 34 | 11 | 7  | 16 | 34 | 40 |
| 14 | Académica de Coimbra | 38   | 34 | 9  | 11 | 14 | 29 | 41 |
| 15 | Leiria               | 38   | 34 | 8  | 14 | 12 | 29 | 36 |
| 16 | Moreirense           | 34   | 34 | 7  | 13 | 14 | 30 | 43 |
| 17 | Estoril-Praia        | 30   | 34 | 8  | 6  | 20 | 38 | 55 |
| 18 | Beira-Mar            | 30   | 34 | 6  | 12 | 16 | 30 | 56 |

|  | Clasificación directa a la Liga de Campeones de la UEFA 2005-06 |
|  | Tercera ronda previa de la Liga de Campeones de la UEFA 2005-06 |
|  | Primera ronda de la Copa de la UEFA 2005-06                     |
|  | Clasificado para la Copa Intertoto 2005                         |
|  | Descenso a la Liga de Honra                                     |

### Cupos europeos y descenso
- Benfica campeón de Portugal clasifica a la Liga de Campeones de la UEFA 2005-06.

- Porto subcampeón de la Primeira Liga clasifica a la Liga de Campeones de la UEFA 2005-06.

- Sporting de Portugal clasifica a la tercera ronda previa de la Liga de Campeones de la UEFA 2005-06.

- Vitória Setúbal campeón de la Copa de Portugal clasifica a la Copa de la UEFA 2005-06.

- Archivo:600px 600px bisection vertical HEX-FF0000 White.svg Braga clasifica a la Copa de la UEFA 2005-06.

- Vitória Guimarães clasifica a la Copa de la UEFA 2005-06.

- Leiria clasifica a la Copa Intertoto 2005.

- Moreirense,  Estoril-Praia y  Beira-Mar descienden a la Liga de Honra.

## Máximos goleadores
Liédson ganó la Bota de Oro de Portugal al anotar 25 goles esta temporada.
| Jugador    | Equipo             | Goles |
| ---------- | ------------------ | ----- |
| Liédson    | Sporting de Lisboa | 25    |
| João Tomás | Sporting Braga     | 15    |
| Simão      | Benfica            | 15    |
| Wesley     | Penafiel           | 14    |

## Futbolista del año
Ricardo Quaresma (FC Porto)

## Campeón
|                            |
| Campeón Benfica 31° título |